# Pēteris Zilgalvis
Pēteris Zilgalvis (* 1964 in Inglewood, Vereinigte Staaten) ist ein lettischer Jurist. Er ist Richter am Gericht der Europäischen Union.

## Leben und Wirken
Zilgalvis studierte zunächst bis 1986 Politikwissenschaften an der UCLA. Dem schloss er ein Studium der Rechtswissenschaften an der University of Southern California an. Dort wurde er 1990 zum Dr. iur. promoviert. Anschließend trat er in seiner lettischen Heimat als Hauptberater im Juristischen Dienst des Umweltschutzausschusses der Republik Lettland in den Staatsdienst ein. 1992 wechselte er in das lettische Außenministerium, wo er Referent für das Europäische Parlament, die Vereinten Nationen, das Umweltprogramm der Vereinten Nationen und die UNESCO wurde. 1993 trat er bei der Weltbank eine Tätigkeit als Umweltspezialist für das Baltikum an und wurde 1996 Hauptumweltrechtsberater für Umweltrecht für das Vorhaben „Russische Föderation – Umweltmanagementprojekt“. 1997 kehrte er als stellvertretender Leiter des Dienstes für Bioethik beim Europarat nach Europa zurück. 2005 wechselte er in den Dienst der Europäischen Kommission, wo er hintereinander verschiedene Referate leitete, insbesondere im Bereich des Gesundheitswesens.
Zilgalvis wurde am 27. September 2021 zum Richter am Gericht der Europäischen Union ernannt.